# Dysithamnus leucostictus
A Dysithamnus leucostictus a madarak osztályának verébalakúak (Passeriformes) rendjébe és a hangyászmadárfélék (Thamnophilidae) családjába tartozó faj.

## Rendszerezése
A fajt Philip Lutley Sclater angol ornitológus írta le 1858-ban.

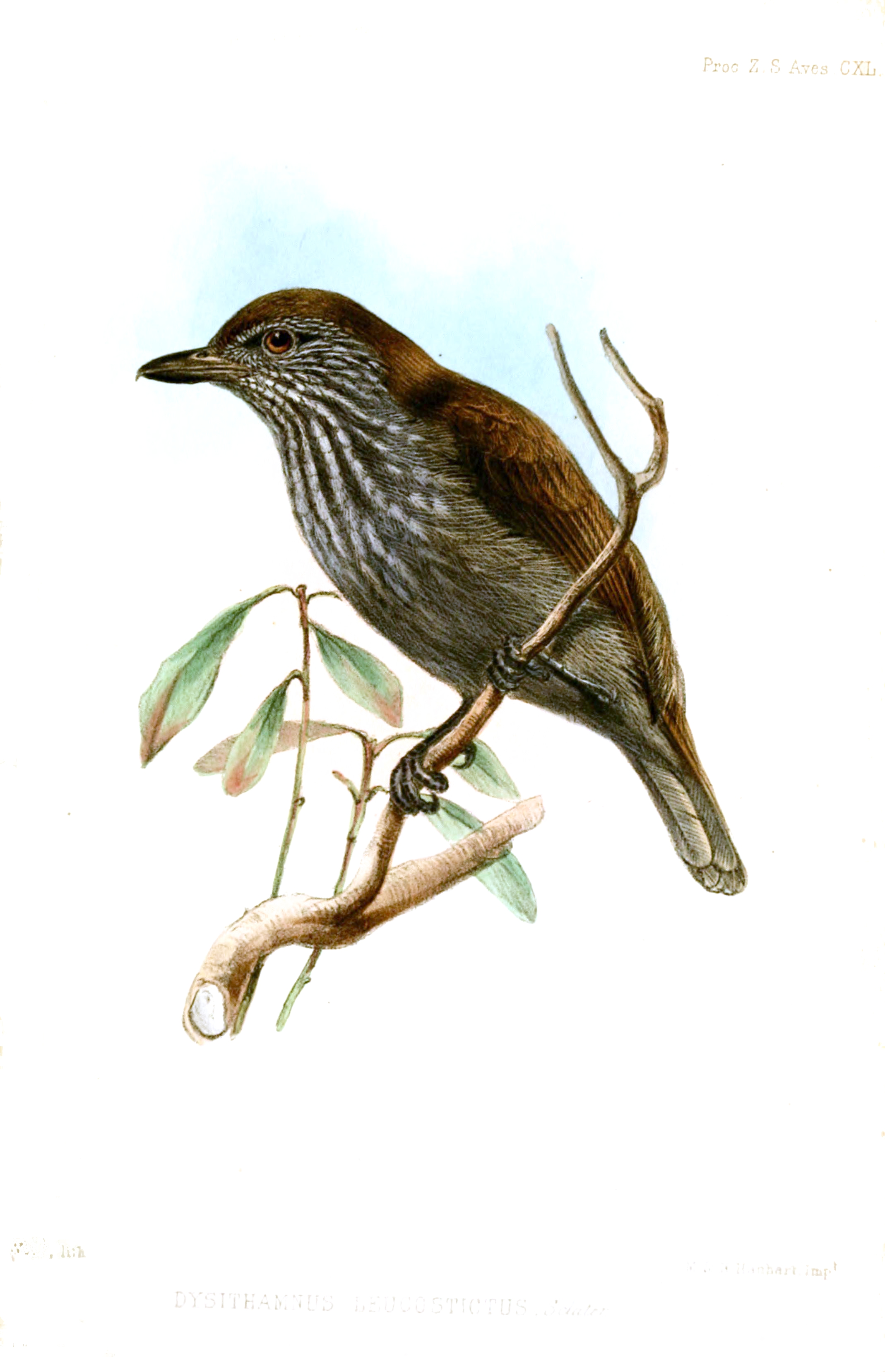

## Alfajai
- Dysithamnus leucostictus leucostictus P. L. Sclater, 1858
- Dysithamnus leucostictus tucuyensis Hartert, 1894[2]

## Előfordulása
Dél-Amerikában, Ecuador, Kolumbia, Peru, Suriname és Venezuela területén honos. A természetes élőhelye a szubtrópusi vagy trópusi hegyi esőerdők. Állandó, nem vonuló faj.

## Megjelenése
Testhossza 12–13 centiméter, testtömege 20 gramm.

## Életmódja
Rovarokkal és más ízeltlábúakkal táplálkozik.

## Természetvédelmi helyzete
Az elterjedési területe nagy, de az erdőirtások miatt gyorsan csökken, egyedszáma is csökken. A Természetvédelmi Világszövetség Vörös listáján sebezhető fajként szerepel.

## Külső hivatkozások
- Képek az interneten a fajról
- Xeno-canto.org - a faj hangja és elterjedési területe